# Achias sursividens
Achias sursividens är en tvåvingeart som beskrevs av Mcalpine 1994. Achias sursividens ingår i släktet Achias och familjen bredmunsflugor. Inga underarter finns listade i Catalogue of Life.